# Austrian Football League 2021
Die Austrian Football League 2021 war die 37. Spielzeit der höchsten österreichischen Spielklasse der Männer in der Sportart American Football. Sie begann am 27. März 2021 und endete am 31. Juli 2021 mit der Austrian Bowl XXXVI. Meister wurden die Swarco Raiders Tirol.

## Modus
Die sechs teilnehmenden Teams werden in acht Spielwochen aufeinandertreffen.
Die Teams auf den Plätzen 1 bis 4 qualifizieren sich für die Play-offs am 17. und 18. Juli. Dessen Sieger spielen in der Austrian Bowl XXXVI um den österreichischen Staatsmeistertitel.

## Teams
Die Steelsharks Traun sowie die Cineplexx Blue Devils werden dieses Jahr in der Division I an den Start gehen. Die verbleibenden sechs Teams werden in acht Wochen den Grunddurchgang ausspielen. 2022 soll der lang entwickelte Plan einer Austrian Football League mit zehn Teams verwirklicht werden. Die Aufstockung Österreichs höchster Spielklasse ist ein weiterer wichtiger Schritt für den AFBÖ, um die Entwicklung von American Football und der heimischen Ligen voranzutreiben. Das Ziel ist es, die Liga langfristig zu stärken und einen Aufstieg in die AFL attraktiv zu gestalten.
- Swarco Raiders Tirol (Innsbruck)
- Vienna Vikings (Wien)
- Graz Giants (Graz)
- Danube Dragons (Wien)
- Mödling Rangers (Mödling)
- Prague Black Panthers (Prag)

## Grunddurchgang

### Tabelle
| AFL 2021 |                       |    |   |   |   |       |      |      |      |
|          | Team                  | Sp | S | U | N | Pct   | P35+ | P35− | Diff |
| 1        | Vienna Vikings        | 8  | 7 | 0 | 1 | 0,875 | 284  | 147  | +137 |
| 2        | Swarco Raiders Tirol  | 8  | 5 | 0 | 3 | 0,625 | 201  | 155  | 0+46 |
| 3        | Danube Dragons        | 8  | 5 | 0 | 3 | 0,625 | 179  | 162  | 0+17 |
| 4        | Graz Giants           | 8  | 4 | 0 | 4 | 0,500 | 233  | 206  | 0+27 |
| 5        | Prague Black Panthers | 8  | 3 | 0 | 5 | 0,375 | 121  | 190  | 0−69 |
| 6        | Mödling Rangers       | 8  | 0 | 0 | 8 | 0,000 | 85   | 243  | −158 |

Legende: Sp = Spiele, S = Siege, U = Unentschieden, N = Niederlagen, Pct = Winning Percentage,

P35+= erzielte Punkte (max. 35 mehr als gegnerische), P35− = zugelassene Punkte (max. 35 mehr als eigene), Diff = Differenz

Bei gleicher Pct zweier Teams zählt der direkte Vergleich

 Play-offs mit Heimrecht,
 Play-offs,
 Abstieg

Quelle: football.at

### Spielplan
| Datum                     | Kickoff | Heim                          | Ergebnis | Auswärts                      |
| ------------------------- | ------- | ----------------------------- | -------- | ----------------------------- |
| Spieltag 1                |         |                               |          |                               |
| 27. März                  | 15:00   | AFC Rangers Mödling           | 7:41     | Dacia Vienna Vikings          |
| 28. März                  | 14:00   | SsangYong Danube Dragons      | 35:16    | Projekt Spielberg Graz Giants |
| Spieltag 2                |         |                               |          |                               |
| 10. April                 | 14:00   | Dacia Vienna Vikings          | 38:28    | SsangYong Danube Dragons      |
| 10. April                 | 15:00   | Projekt Spielberg Graz Giants | 18:45    | Swarco Raiders Tirol          |
| Spieltag 3                |         |                               |          |                               |
| 24. April                 | 15:00   | AFC Rangers Mödling           | 0:31     | Projekt Spielberg Graz Giants |
| 24. April                 | 16:00   | Dacia Vienna Vikings          | 31:24    | Swarco Raiders Tirol          |
| 25. April                 | 15:00   | SsangYong Danube Dragons      | 21:14    | Prague Black Panthers         |
| Spieltag 1 – Nachholspiel |         |                               |          |                               |
| 1. Mai                    | 15:00   | Swarco Raiders Tirol          | 22:14    | Prague Black Panthers         |
| Spieltag 4                |         |                               |          |                               |
| 8. Mai                    | 15:00   | Projekt Spielberg Graz Giants | 40:14    | SsangYong Danube Dragons      |
| 8. Mai                    | 15:00   | Swarco Raiders Tirol          | 35:21    | AFC Rangers Mödling           |
| 9. Mai                    | 15:00   | Dacia Vienna Vikings          | 27:9     | Prague Black Panthers         |
| Spieltag 5                |         |                               |          |                               |
| 22. Mai                   | 15:00   | Projekt Spielberg Graz Giants | 35:42    | Dacia Vienna Vikings          |
| 23. Mai                   | 15:00   | SsangYong Danube Dragons      | 33:7     | AFC Rangers Mödling           |
| Spieltag 2 – Nachholspiel |         |                               |          |                               |
| 29. Mai                   | 15:00   | Prague Black Panthers         | 27:20    | AFC Rangers Mödling           |
| Spieltag 6                |         |                               |          |                               |
| 5. Juni                   | 15:00   | AFC Rangers Mödling           | 14:21    | Prague Black Panthers         |
| 5. Juni                   | 17:00   | Dacia Vienna Vikings          | 43:14    | Projekt Spielberg Graz Giants |
| 5. Juni                   | 18:00   | Swarco Raiders Tirol          | 24:7     | SsangYong Danube Dragons      |
| Spieltag 7                |         |                               |          |                               |
| 19. Juni                  | 15:00   | AFC Rangers Mödling           | 6:17     | SsangYong Danube Dragons      |
| 20. Juni                  | 15:00   | Prague Black Panthers         | 17:41    | Projekt Spielberg Graz Giants |
| 20. Juni                  | 15:00   | Swarco Raiders Tirol          | 27:24    | Dacia Vienna Vikings          |
| Spieltag 8                |         |                               |          |                               |
| 3. Juli                   | 15:00   | Projekt Spielberg Graz Giants | 38:10    | AFC Rangers Mödling           |
| 3. Juli                   | 15:00   | SsangYong Danube Dragons      | 24:17    | Swarco Raiders Tirol          |
| 3. Juli                   | 17:00   | Prague Black Panthers         | 3:49     | Dacia Vienna Vikings          |
| Spieltag 5 – Nachholspiel |         |                               |          |                               |
| 11. Juli                  | 15:00   | Prague Black Panthers         | 16:7     | Swarco Raiders Tirol          |

## Play-offs
|  | Halbfinale | Halbfinale           | Halbfinale |  |  | Austrian Bowl XXXVI | Austrian Bowl XXXVI  | Austrian Bowl XXXVI |
|  |            |                      |            |  |  |                     |                      |                     |
|  |            |                      |            |  |  |                     |                      |                     |
|  | 1          | Vienna Vikings       | 21         |  |  |                     |                      |                     |
|  | 4          | Graz Giants          | 18         |  |  |                     |                      |                     |
|  |            |                      |            |  |  | 1                   | Vienna Vikings       | 14                  |
|  |            |                      |            |  |  | 2                   | Swarco Raiders Tirol | 35                  |
|  | 2          | Swarco Raiders Tirol | 31         |  |  |                     |                      |                     |
|  | 3          | Danube Dragons       | 20         |  |  |                     |                      |                     |
|  |            |                      |            |  |  |                     |                      |                     |

### Halbfinale
|                                      |                                   |  |                      |                           |                |  |                                      |
|                                      | Innsbruck 17. Juli 2021 17:00 Uhr |  | Swarco Raiders Tirol | \| \| 31 : 20 \| \| \| \| | Danube Dragons |  | Tivoli Stadion Tirol Zuschauer: 2000 |
| (7:0, 14:13, 0:0, 10:7) Spielbericht | Innsbruck 17. Juli 2021 17:00 Uhr |  | Swarco Raiders Tirol |                           | Danube Dragons |  | Tivoli Stadion Tirol Zuschauer: 2000 |
|                                      | 31 : 20                           |  |                      |                           |                |  |                                      |
|                                      |                                   |  |                      |                           |                |  |                                      |

|                                    |                              |  |                      |                           |             |  |                                         |
|                                    | Wien 18. Juli 2021 17:00 Uhr |  | Dacia Vikings Vienna | \| \| 21 : 18 \| \| \| \| | Graz Giants |  | Footballzentrum Ravelin Zuschauer: 1500 |
| (7:6, 6:12, 6:0, 2:0) Spielbericht | Wien 18. Juli 2021 17:00 Uhr |  | Dacia Vikings Vienna |                           | Graz Giants |  | Footballzentrum Ravelin Zuschauer: 1500 |
|                                    | 21 : 18                      |  |                      |                           |             |  |                                         |
|                                    |                              |  |                      |                           |             |  |                                         |

### Austrian Bowl
Die Austrian Bowl sollte ursprünglich am 31. Juli in der NV Arena in St. Pölten ausgetragen werden. Wegen eines Pilzbefalls musste ein Ausweichstadion gefunden werden. Nach Absagen aus der Wiener Neustadt und Amstetten wurde schließlich das Tivoli Stadion Tirol in Innsbruck aus Austragungsort gefunden. Der Termin konnte dabei gehalten werden.
|                                      |                                   |  | Austrian Bowl XXXVI  |                           |                      |  |                                                               |
|                                      | Innsbruck 31. Juli 2021 20:00 Uhr |  | Dacia Vikings Vienna | \| \| 14 : 35 \| \| \| \| | Swarco Raiders Tirol |  | Tivoli Stadion Tirol Zuschauer: 3100 Referee: Bojan Savicevic |
| (0:14, 0:14, 0:0, 14:7) Spielbericht | Innsbruck 31. Juli 2021 20:00 Uhr |  | Dacia Vikings Vienna |                           | Swarco Raiders Tirol |  | Tivoli Stadion Tirol Zuschauer: 3100 Referee: Bojan Savicevic |
|                                      | 14 : 35                           |  |                      |                           |                      |  |                                                               |
|                                      |                                   |  |                      |                           |                      |  |                                                               |

## Liga-MVPs
Im Vorfeld des Austrian Bowl XXXVI wurden die Liga-MVPs für die Saison 2021 bekannt gegeben:
- Most Valuable Player des Jahres: Nick Milgate, (Linebacker, Rangers Mödling)
- Offensive Player des Jahres: Philipp Haun, (Wide Receiver, SsangYong Danube Dragons)
- Defensive Player des Jahres: Leon Balogh, (Defensive End, Dacia Vikings)
- Youngstar des Jahres: Marco Schneider, (Wide Receiver, Swarco Raiders Tirol)
- Coach des Jahres: Daniel Schönet und Brandon Gorsuch, (Projekt Spielberg Graz Giants)